# Maryamiyya
Die Maryamiyya oder Tariqa Maryamiyya ist eine Sufi-Bruderschaft, die von Scheich Aissa Nureddin – Frithjof Schuon (1907–1998) – in den späten 1930er Jahren gegründet wurde. Sie ist ein Zweig der Überlieferungskette der Shādhiliyya-Darqāwiyya-Alawiyya mit Gemeinden in Europa, Nord- und Südamerika und in der islamischen Welt. Ihre Lehre beruht auf ihrem Verständnis der universellen Wahrheiten reiner Esoterik, und ihr Weg besteht aus den wesentlichen Elementen sufischer Glaubenspraxis.

## Gründung
Frithjof Schuon wurde 1907 in Basel in der Schweiz geboren. Protestantisch erzogen trat er im Alter von 14 Jahren zum katholischen Glauben über. Schon früh zeigte er sich für die verschiedenen Ausdrucksformen des Heiligen empfänglich. Sein Vater vermittelte ihm nicht nur seine Bewunderung für die östlichen Weisheiten, den Islam und die amerikanischen Ureinwohner, sondern auch Liebe zur Jungfrau Maria.
Im Alter von 16 Jahren entdeckte er die Schriften von René Guénon, die seine eigenen Überzeugungen bestätigten und strukturierten. 1931 begann er einen Briefwechsel mit ihm und erhielt den Rat, sich dem Islam und dem Sufismus zuzuwenden. Ende 1932 reiste Schuon nach Mostaganem in Algerien, wo er in den Islam eintrat, den Namen `Īsā (sprich: Aissa) erhielt und fast vier Monate in der Zaouia von Scheich Ahmad al-Alawi verbrachte, der ihm die Einweihung gab und seinen weiteren Namen Nūr al-Dīn (sprich: Nureddin).
Drei Jahre später kehrte er nach Mostaganem zurück, wo ihm, wie er berichtet, Scheich Adda Ben Tounes, der Nachfolger von Scheich al-Alawi, den Rang eines Muqaddam verlieh und ihn damit ermächtigte, Aspiranten in den Alawi-Orden aufzunehmen. Nach seiner Rückkehr nach Europa richtete er in der Schweiz und in Frankreich Zaouias ein, in denen sich hauptsächlich Leser von Guénon versammelten. Eines Nachts gegen Ende des Jahres 1936 wachte Schuon mit der Gewissheit auf, dass ihm das Amt eines spirituellen Lehrers, eines Scheichs, übertragen worden war, und mehrere seiner nahen Vertrauten berichteten von Träumen in derselben Nacht, die sein neues Amt bestätigten. Da jeder Sufi-Scheich unabhängig ist, wurde Schuons Gemeinde von da an zu einem eigenständigen Zweig der Alawiyya-Tariqa.

## Lehre und Methode
Jeder spirituelle Weg hat eine Lehre und eine Methode. Für die Maryamiyya lassen sich beide mit den Worten „Religio perennis“ (ewige Religion) zusammenfassen. Diese Religio ist aber weder als eine Religion unter anderen zu verstehen noch als eine Religion, die anderen überlegen ist. Sie drückt vielmehr das zeitlose, ursprüngliche und allgültige Wesentliche aller Religionen aus; sie ist quintessenzielle Esoterik, sowohl in der Lehre wie in der Methode. Die Lehre besteht in der Metaphysik, vor allem in der Unterscheidung zwischen dem Absoluten und dem Verhältnismäßigen; und der Weg als Grundlage der spirituellen Verwirklichung beruht auf Gebet, Anrufung, Meditation und dem Üben von Tugenden. Schuon zufolge ist eine Verwirklichung im geistigen Sinne nicht möglich ohne die Zugehörigkeit zu einer der Offenbarungsreligionen, und obwohl alle grundsätzlich in Frage kommen, war Schuon der Ansicht, dass „der Islam mit seiner Betonung des Wesentlichen, mit seiner Schlichtheit und Universalität besonders gut geeignet ist, die Religio perennis unvermittelt kundzugeben.“
Die spirituelle Methode der Maryamiyya beruht auf den grundlegenden Praktiken des Sufismus, angefangen bei dem rituellen Gebet (Salāt), der Anrufung des göttlichen Namens (Dhikrullah) und der individuellen Einkehr (Khalwa). Zum Nutzen seiner westlichen Schüler hatte Schuon ursprünglich die wesentlichen und verbindlichen Elemente des islamischen Gesetzes (Sharīa) betont, denn er hielt ein vollständiges Befolgen der Scharia durch Menschen westlicher Herkunft, die in westlichen Ländern lebten, für unrealistisch. Außerdem wollte er, in Übereinstimmung mit anderen Sufi-Meistern, den eigentlichen Schwerpunkt auf die Anrufung des göttlichen Namens legen anstatt auf das Ansammeln von verdienstvollen Taten. Einige Formen dieser Lockerung haben sowohl innerhalb als auch außerhalb der Bruderschaft Widerspruch hervorgerufen.
Schuon legte seine Philosophie – die Philosophia perennis – in rund zwanzig Büchern dar, in denen er vor allem die Notwendigkeit des Gebets, der Tugenden, der Schönheit sowie eines Bewusstseins für die Krankheiten des Modernismus als wesentlich hervorhob, welche er einer traditionellen, gottbezogenen Mentalität gegenüberstellte. Gemäss Schuon: „Was uns vor allem von gebürtigen oder konvertierten Muslimen — sozusagen auf 'psychologischer' Ebene — unterscheidet, ist dass unser Geist von vornherein auf die universelle Metaphysik (Advaita Vedānta, Schahāda, Risālat El-Ahadiyah) und den universellen Weg des göttlichen Namens (Japa Yoga, Nembutsu, Dhikr, Herzensgebet) ausgerichtet ist.“

## Entwicklung
Schuon lebte in weitgehender Anonymität und widersetzte sich jeglichem Bekehrungseifer in seinem Orden, dessen Existenz nur durch Mundpropaganda bekannt wurde. Als seine Schriften zunehmend Suchende anzogen, bildeten sich in Europa, Nord- und Südamerika und in einigen islamischen Ländern Gemeinschaften von Schülern. Er leitete sie von 1941 bis 1980 von Lausanne in der Schweiz aus und von 1980 bis zu seinem Tod im Jahr 1998 von Bloomington, Indiana, in den USA.
Schuon zählte auch Anhänger anderer Religionen zu seinen Schülern, die seinem Sufi-Orden zwar nicht angehörten, aber seine Perspektive der Religio perennis teilten und sich an die Riten und die Anrufungspraxis ihrer eigenen Religion hielten. Die Mehrheit von ihnen waren Christen, einige wenige Hindus, Juden und Buddhisten.

## Maria
Schuon berichtet, dass er im Frühjahr 1965 die erste von mehreren Visionen von Maria (arabisch: Maryam), der Mutter von Jesus, hatte, von denen seine arabischen Gedichte, Gemälde und Schriften zeugen. Er sah in ihr seine spirituelle Schutzherrin und die Schutzherrin der Bruderschaft. 1969 fügte er der Bezeichnung seines Ordens den Namen „Maryamiyya“ hinzu, woraus sich der vollständige Name als Tariqa Shādhiliyya-Darqāwiyya-Alawiyya-Maryamiyya ergab. Schuon zufolge:

„... der Jungfrau-Mutter, die — einer dem Christentum und Islam gemeinsamen  Sinnbildlichkeit zufolge —  ihre Kinder, die Propheten und die Weisen gestillt hat, von Anfang an und außerhalb der Zeit. [...] Als Mutter aller Propheten und als Quellgrund aller heiligen Formen hat sie ihren Ehrenplatz im Islam, auch wenn sie a  priori zum Christentum gehört; deshalb bildet sie eine Art Bindeglied zwischen diesen beiden Religionen, denen gemeinsam ist,  dass sie dem Monotheismus Israels Allgemeingültigkeit verleihen wollen. Die Heilige Jungfrau ist nicht nur die Verkörperung einer bestimmten Heiligkeit, sie verkörpert die Heiligkeit als solche: Sie ist nicht eine bestimmte Farbe oder ein bestimmter Duft, sie ist farbloses Licht und reine Luft. Sie gleicht in ihrem Wesenskern jener erbarmungsvollen Unendlichkeit, die, vor allen Formen, über alle hinausgeht, alle um fasst und alle wieder vereinigt.“

## Indianer
Schuons Bewunderung für die Welt der amerikanischen Ureinwohner, die er bereits in seiner Kindheit empfand, blieb sein Leben lang bestehen. In den Sommern 1959 und 1963 hielt er sich mit seiner Frau im Westen der USA auf, wo er Beziehungen zu mehreren Stammesführern knüpfte; beide wurden 1959 in einen Stamm der Sioux Lakota und 1987 in den der Crow aufgenommen.
Nach seiner Auswanderung in die USA (1980) wurde Schuon jedes Jahr von Thomas Yellowtail, Medizinmann der Crow und Anführer des Sonnentanzes, besucht. Während seiner ersten Aufenthalte in Bloomington brachte Yellowtail dem Ehepaar Schuon und einigen seiner Anhänger Tänze und Lieder seines Stammes bei, was dazu führte, dass die örtliche Gemeinde von Zeit zu Zeit Indian Days veranstaltete.
Die Teilnahme an indianischen Tänzen hat unter den Maryamis manche Kontroversen ausgelöst. Schuon erklärte, dass es sich hier lediglich um weltliche Powwows handle, ohne jeden Ritus, und somit ohne Einfluss auf den Sufi-Weg, die Teilnahme daran freiwillig sei, und dass sie „außerhalb der Praktiken der Tariqah liegen und, kurz gesagt, Teil unseres Privatlebens sind [...].“ Er führte weiter aus: „Da sich unsere Perspektive auf das Wesentliche richtet, also auf das Allgültige und Ursprüngliche, ist es durchaus verständlich, dass wir brüderliche Beziehungen zur Welt der amerikanischen Indianer haben, welche die unberührte Natur in die Religion miteinschließt; außerdem kann sie uns, die wir in einer ungesunden Welt aus Künstlichkeit, Hässlichkeit und Kleinheit leben, einen belebenden Hauch von Ursprünglichkeit und Größe geben“.
1991 beschuldigte ein ehemaliger Anhänger Schuon, während eines Indian Days gegen die Sittlichkeit verstoßen zu haben. Es wurde eine Untersuchung eingeleitet, und nach den Ermittlungen kam der leitende Staatsanwalt zu dem Schluss, dass „es nicht die Spur eines Beweises gibt“, und stellte das Verfahren ein. Er entschuldigte sich bei Schuon und die Lokalpresse überschrieb ihren Artikel zu diesem Thema mit „Der Fall Schuon, eine Parodie“.

## Nachfolge
Im Jahre 1992 legte Schuon im Alter von 85 Jahren sein Amt als Scheich nieder, ernannte aber keinen Nachfolger und verkündete, dass der jeweilige Muqaddam einer Zaouia unabhängig sei, damit Khalīfa (Kalif) wurde, wodurch unabhängige Zaouias entstanden. Schuon selbst aber leitete die Gemeinde in Bloomington noch bis zu seinem Lebensende und beriet Schüler anderer Zaouias, die ihn besuchten oder ihm schrieben.